# Попени (Гађешти)
Попени (рум. Popeni) насеље је у Румунији у округу Васлуј у општини Гађешти. Oпштина се налази на надморској висини од 51 m.

## Становништво
Према подацима из 2002. године у насељу је живело 44 становника, од којих су сви румунске националности.